# Żydowska Francja

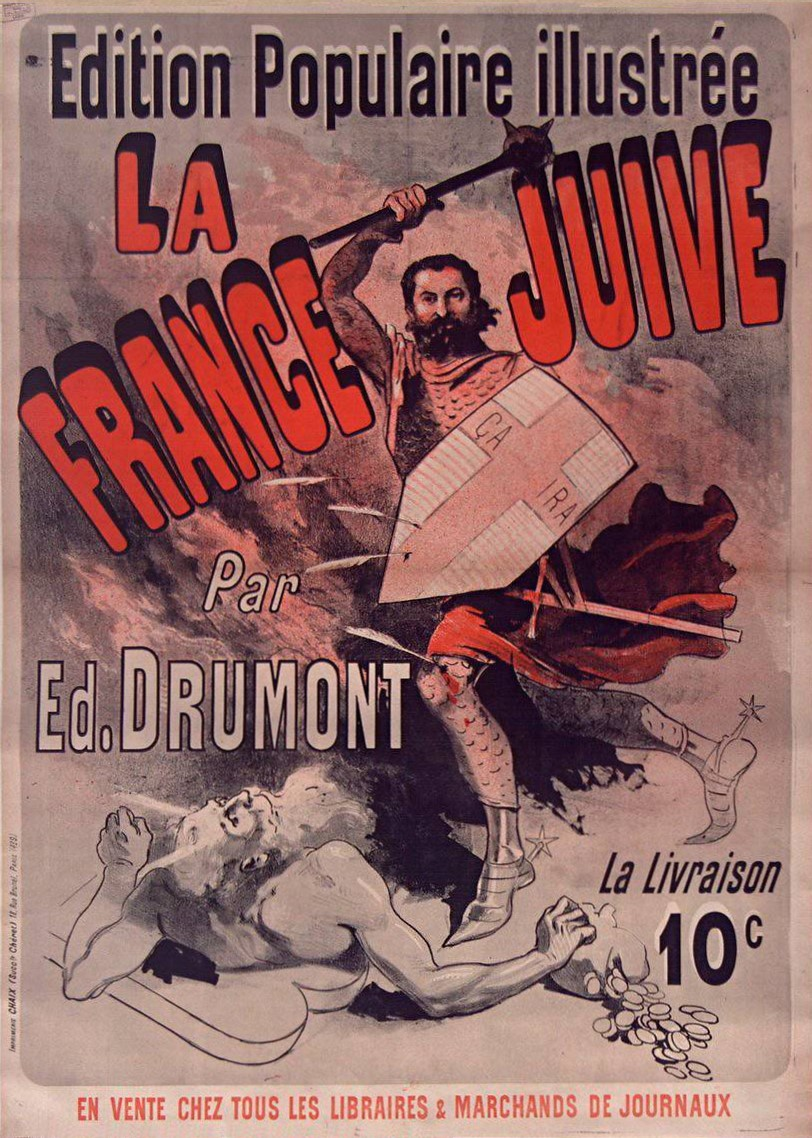
Plakat do ilustrowanej wersji książki autorstwa Julesa Chéreta

Żydowska Francja (fr. La France juive) – antysemicka książka autorstwa francuskiego nacjonalistycznego publicysty Édouarda Drumonta.
Publikacja ukazała się w 1886 i opisywała Francję jako kraj zagrożony przez powszechny żydowski spisek mający na celu przejęcie rządów i uczynienie z Francji kraju żydowskiego. Po raz pierwszy pojawia się tutaj stereotyp etniczny żyda-spiskowca, który korzysta ze swoich jakoby przyrodzonych cech, np. chytrości i przebiegłości (wcześniej przedstawiano Żydów raczej jako osoby plugawe i prymitywne). Taki wizerunek Żyda szatańsko przebiegłego miał na celu wzbudzenie powszechnego lęku przed tą narodowością i wprowadzenie pozostałych obywateli kraju w stan zagrożenia. Książka stała się z czasem bardzo popularna wśród ruchów antysemickich. Żydowska Francja mogła mieć wpływ na powstanie w 1903 Protokołów Mędrców Syjonu. O publikacji Drumonta wspomina Umberto Eco w powieści Cmentarz w Pradze. Do dziś jest chętnie cytowana przez działaczy z kręgów antysemickich.